# DTL

Schematisk beskrivning av grundläggande DTL NAND-grind med två ingångar. R3, R4 och V−skiftar den positiva utgångsspänningen från ingångs-DL-steget under marken (för att bryta transistorn vid låg inspänning).

Diod-transistorlogik (DTL) är en klass av digitala kretsar som är den direkta förfadern till transistor-transistorlogik. Det kallas så eftersom de logiska grindfunktionerna AND och OR utförs av diodlogik, medan logisk inversion (NOT) och förstärkning (som ger signalåterställning) utförs av en transistor (i motsats till resistor–transistorlogik (RTL) och transistor–transistorlogik (TTL). 

## Tillämpningar
DTL-kretsen som visas i den första bilden består av tre steg: ett logiskt ingångsdiodsteg (D1, D2 och R1), ett mellannivåskiftningssteg (R3 och R4) och ett utgångsförstärkarsteg med gemensam emitter (Q1 och R2). Om båda ingångarna A och B är höga (logik 1; nära V+), är dioderna D1 och D2 omvänt förspända. Motstånden R1 och R3 kommer då att ge tillräckligt med ström för att slå på Q1 (driva Q1 till mättnad) och även leverera den ström som R4 behöver. Det kommer att finnas en liten positiv spänning på basen av Q1 (VBE, cirka 0,3 V för germanium och 0,6 V för kisel). Den påslagna transistorns kollektorström kommer då att dra utgången Q låg (logisk 0; VCE(sat), vanligtvis mindre än 1 volt). Om endera eller båda ingångarna är låga, leder åtminstone en av ingångsdioderna och drar spänningen vid anoderna till ett värde mindre än cirka 2 volt. R3 och R4 fungerar då som en spänningsdelare som gör Q1:s basspänning negativ och följaktligen stänger av Q1. Q1:s kollektorström kommer att vara i huvudsak noll, så R2 kommer att dra utgångsspänningen Q högt (logik 1; nära V+). 

### Tidig diodlogik med transistorväxelriktare

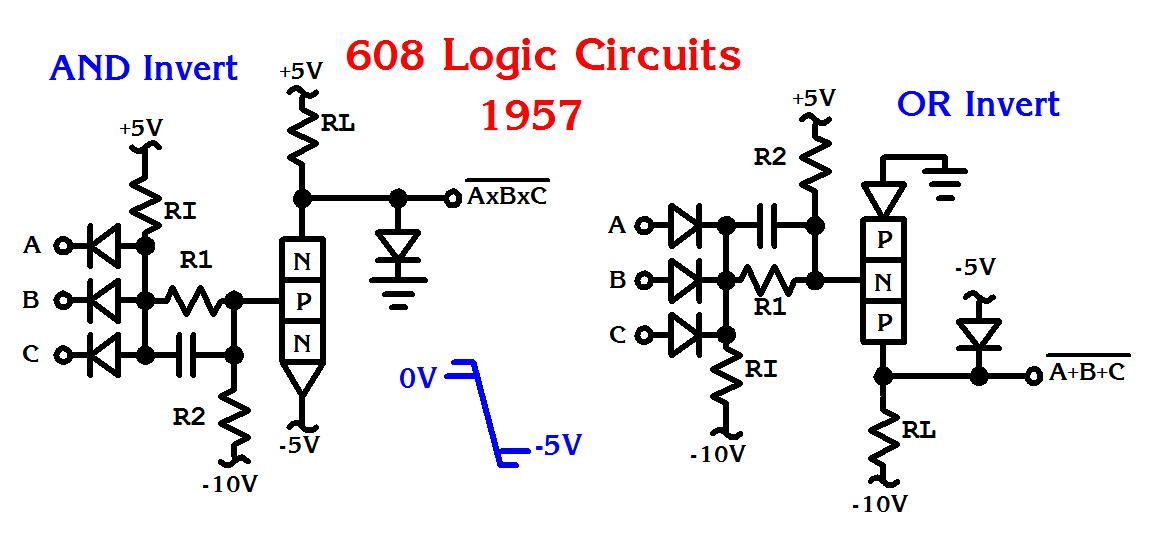
NAND- och NOR DTL-logikkretsar som används på IBM 608-kort. PNP- och NPN-transistorsymbolerna är de som används av IBM.

Fram till 1952 tillverkade IBM transistorer genom att modifiera vanliga germaniumdioder, varefter de hade sin egen fabrik i Poughkeepsie för tillverkning av transistorer för legeringar. I mitten av 1950-talet användes diodlogik i IBM 608 som var den första helt transistoriserade datorn i världen. Ett enda kort skulle rymma fyra tvåvägskretsar eller tre trevägs eller en åttavägs. Alla in- och utsignaler var kompatibla. Kretsarna kunde på ett tillförlitligt sätt växla pulser så smala som en mikrosekund. 
Konstruktörerna av 1962 D-17B styrdator använde diod-resistorlogik så mycket som möjligt för att minimera antalet använda transistorer. 

#### Separat
IBM 1401 (tillkännagiven 1959) använde DTL-kretsar liknande kretsen som visas på den första bilden. IBM kallade logiken "komplementerad transistordiodlogik" (CTDL). CTDL undvek nivåskiftningssteget (R3 och R4) genom att alternerande NPN- och PNP-baserade grindar arbetade på olika strömförsörjningsspänningar. NPN-baserade kretsar använde +6V och -6V och transistorn kopplade på nära -6V, PNP-baserade kretsar använde 0V och -12V och transistorn kopplade på nära 0V. Således skulle till exempel en NPN-grind som drivs av en PNP-grind se tröskelspänningen på -6V i mitten av området 0V till -12V. På samma sätt för PNP-grindomkoppling vid 0V driven av ett område på 6V till -6V. IBM 1401 använde germaniumtransistorer och dioder i sina grundläggande grindar. 1401:an lade också till en induktor i serie med R2. För den fysiska förpackningen användes IBM Standard Modular System. 

#### Integrerad
I en integrerad kretsversion av DTL-grinden är R3 ersatt av två nivåskiftande dioder kopplade i serie. Även botten av R4 är ansluten till jord för att tillhandahålla förspänningsström för dioderna och en urladdningsväg för transistorbasen. Den resulterande integrerade kretsen drivs av en enda strömförsörjningsspänning.
År 1962 introducerade Signetics SE100-serien, de första DTL-chipsen med hög volym. År 1964 släppte Fairchild 930-seriens DTμL mikrologikfamilj som hade en bättre brusimmunitet, mindre form och lägre kostnad. Det var den mest kommersiellt framgångsrika DTL-familjen och kopierad av andra IC-tillverkare.

## Hastighetsförbättring

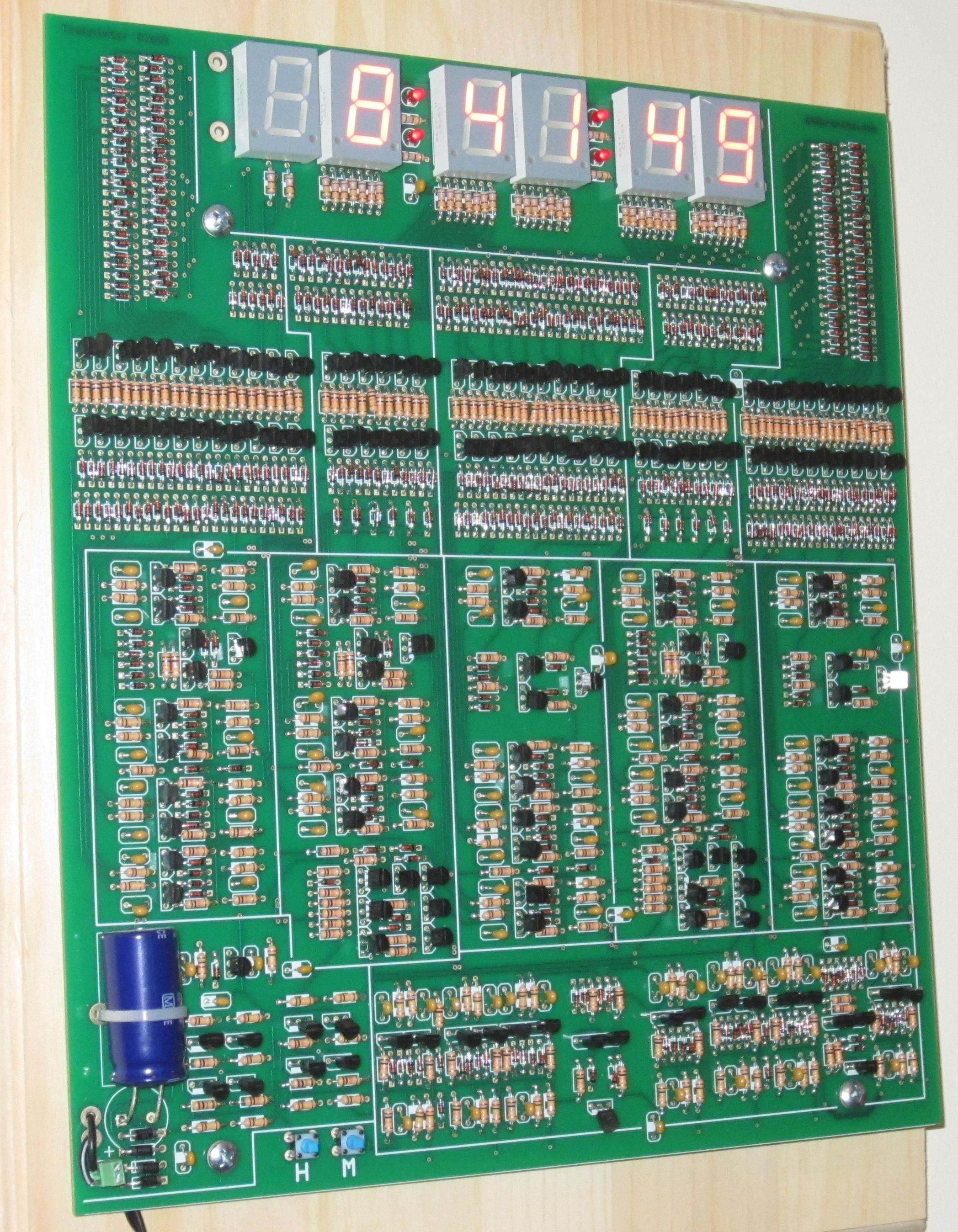
En digital klocka tillverkad endast med diskreta transistorer, dioder och resistorer, inga integrerade kretsar. Denna klocka använder 550 switchade dioder och 196 transistorer för att dela upp 60 Hz kraftledningsfrekvens ner till en puls per sekund och ge en visning av timmar, minuter och sekunder.

DTL-utbredningsfördröjningen är relativt stor. När transistorn går till mättnad från att alla ingångar är höga, lagras laddningen i basområdet. När den kommer ur mättnad (en ingång blir låg) måste denna laddning tas bort och kommer att dominera utbredningstiden.
Ett sätt att snabba upp DTL är att lägga till en liten "speed-up" kondensator över R3. Kondensatorn hjälper till att stänga av transistorn genom att ta bort den lagrade basladdningen; kondensatorn hjälper också till att slå på transistorn genom att öka den initiala basdriften.
Ett annat sätt att snabba upp DTL är att undvika att mätta switchtransistorn. Det kan göras med en Baker-klämma. Baker-klämman är uppkallad efter Richard H. Baker, som beskrev den i sin tekniska rapport från 1956 "Maximum Efficiency Switching Circuits".
År 1964 ansökte James R. Biard om patent på Schottky-transistorn. I sitt patent förhindrade Schottky-dioden transistorn från att mättas genom att minimera framåtförspänningen på kollektor-bastransistorövergången, vilket reducerade minoritetsbärarinjektionen till en försumbar mängd. Dioden kunde också integreras på samma form, hade en kompakt layout, ingen minoritetsbärarladdningslagring och var snabbare än en konventionell kopplingsdiod. Hans patent visade också hur Schottky-transistorn kunde användas i DTL-kretsar och förbättra kopplingshastigheten för andra mättade logiska konstruktioner, som Schottky-TTL, till en låg kostnad. 

## Gränssnittsöverväganden
En stor fördel jämfört med den tidigare resistor-transistor-logiken är ökad fläkt-in. Dessutom, för att öka fan-out, kan en extra transistor och diod användas.